# 资溪县
资溪县是中華人民共和國江西省下轄的一個县级行政区，隶属于抚州市。资溪县位于江西省东部，武夷山脉西北麓，南与福建省接壤。县府位于鹤城镇。为典型的山区小县，全國森林旅遊示範縣、首批“國家森林康養基地”、首批“國家全域旅遊示範區”。

## 历史沿革
明万历六年（1578年）从南城县析置泸溪县，隶属建昌府，直至1912年废府及直隶州后直属省。
民國元年（1912年），江西省分為四道，瀘溪屬豫章道；1913年，全国统一改变同名县名，因与湖南省泸溪县同名，该县易名为资溪县:9。

## 交通
- 316国道过境。
- 鹰厦铁路。

## 行政区划
资溪县下辖5个镇、2个乡：
鹤城镇、马头山镇、高阜镇、嵩市镇、乌石镇、高田乡和石峡乡。

## 人口
资溪县常住人口为95826人，男性人口占比51.48%，女性人口占比48.52%，年龄结构中0-14岁占比19.99%，15-59岁占比61.15%，60岁以上占比18.87%，65岁以上占比13.26%。

## 风景名胜
- 大觉山

## 特产
资溪白茶：中国地理标志产品。